# Алекс Гойкоечеа
Александер «Алекс» Гойкоечеа Уркіага (ісп. Alexander "Álex" Goikoetxea Urkiaga, нар. 8 червня 1983, Артеа) — іспанський футболіст, що грав на позиції центрального захисника.
Грав за юнацьку збірну Іспанії.

## Клубна кар'єра
Народився 8 червня 1983 року в Артеа. Вихованець футбольної школи клубу «Атлетік Більбао». У дорослому футболі дебютував 2000 року виступами за третю команду клубу, «Басконію». З наступного року почав грати за «Більбао Атлетік», другу команду рідного клубу, де відіграв чотири сезони у третьому іспанському дивізіоні.
Так й не пробившись до основної команди «Атлетіка», 2005 року уклав контракт з клубом «Культураль Леонеса», у складі якого провів наступні чотири роки на рвіні тієї ж Сегунди Б.
З 2009 року два сезони захищав кольори «Саламанки», був одним з основних центральних захисників цієї друголігової команди. Згодом провів по одному сезону у третьоліговому «Кадісі», друголіговому «Расінгу» (Сантандер) та в «Аморебієті», знову в третьому дивізіоні.
Завершив ігрову кар'єру у команді «Лейоа», також в Сегунді Б, за яку виступав протягом 2014—2016 років.

## Виступи за збірні
1999 року дебютував у складі юнацької збірної Іспанії (U-16), загалом на юнацькому рівні за команди різних вікових категорій взяв участь у 17 іграх, відзначившись одним забитим голом.
У складі збірної 20-річних був учасником молодіжного чемпіонату світу 2003 року, де іспанці здобули срібні нагороди.